# Municipio de Rutland (Ohio)
El municipio de Rutland (en inglés: Rutland Township) es un municipio ubicado en el condado de Meigs en el estado estadounidense de Ohio. En el año 2010 tenía una población de 2353 habitantes y una densidad poblacional de 20,67 personas por km².

## Geografía
El municipio de Rutland se encuentra ubicado en las coordenadas 39°3′24″N 82°8′56″O / 39.05667, -82.14889. Según la Oficina del Censo de los Estados Unidos, el municipio tiene una superficie total de 113.83 km², de la cual 113,83 km² corresponden a tierra firme y (0 %) 0 km² es agua.

## Demografía
Según el censo de 2010, había 2353 personas residiendo en el municipio de Rutland. La densidad de población era de 20,67 hab./km². De los 2353 habitantes, el municipio de Rutland estaba compuesto por el 98,56 % blancos, el 0,13 % eran afroamericanos, el 0,17 % eran amerindios, el 0,34 % eran asiáticos, el 0,13 % eran de otras razas y el 0,68 % eran de una mezcla de razas. Del total de la población el 0,47 % eran hispanos o latinos de cualquier raza.